# Cheshire Calhoun
Cheshire Calhoun (Silver Spring, 1954) è una filosofa statunitense, figlia del celebre etologo John Bumpass Calhoun.
Teorica del femminismo, è nota anche per i suoi lavori in cui affronta da un punto di vista filosofico il tema del matrimonio tra persone dello stesso sesso.

## Carriera
Ha conseguito il dottorato di ricerca in filosofia presso l'Università del Texas, ad Austin nel 1981, ed ha insegnato al College of Charleston e al Colby College prima di trasferirsi nell'ateneo di Stato dell'Arizona nel 2007.
Nel 2014 è stata eletta presidente del consiglio di amministrazione dell'American Philosophical Association, dove in precedenza ha fatto parte del comitato esecutivo della divisione orientale e del comitato per i filosofi LGBT.
Nel 2020 è stata membro dell'American Academy of Arts and Sciences.

## Teorie
Calhoun è favorevole al matrimonio tra persone dello stesso sesso - e contraria al Defense of Marriage Act - sulla base del fatto che la parità di accesso all'istituzione del matrimonio per le persone omosessuali ed eterosessuali sia l'unico modo per garantire la parità di cittadinanza e valore sociale per le persone omosessuali.